# Corytoplectus longipedunculatus
Corytoplectus longipedunculatus är en tvåhjärtbladig växtart som beskrevs av Rodr.-flores och L.E. Skog. Corytoplectus longipedunculatus ingår i släktet Corytoplectus och familjen Gesneriaceae. Inga underarter finns listade i Catalogue of Life.